# Новиков, Евгений Александрович (футболист)
Евге́ний Алекса́ндрович Но́виков (эст. Jevgeni Novikov; род. 28 июня 1980, Нарва) — эстонский футболист, полузащитник.

## Карьера
Воспитанник нарвского футбола. Начинал карьеру в местном «Трансе», играл в его составе четыре сезона. Затем выступал за таллинскую «Флору», стал в её составе двукратным чемпионом страны. Впоследствии играл за большое число клубов, в основном эстонских и российских, нигде не задерживаясь надолго. В частности, клубы «Содовик» и «Рига» прекратили своё существование из-за финансовых проблем в то время, когда он за них выступал.

## Достижения
- Чемпион Эстонии (2): 2001, 2002 («Флора»)
- Финалист Кубка Эстонии (2): 2000/01 («Флора»), 2008/09 («Нымме Калью»)